# Алгонкины (народ)
Алгонки́ны — индейский народ, относящийся к алгонкинской языковой семье. Именно этот народ дал название крупнейшей индейской языковой семье Северной Америки.

## Язык
Алгонкинский или алгонквинский язык относится к алгонкинской группе алгских языков, иногда его считают диалектом языка оджибве. Число носителей алгонкинского языка в 2006 году было около 2680 человек.

## История

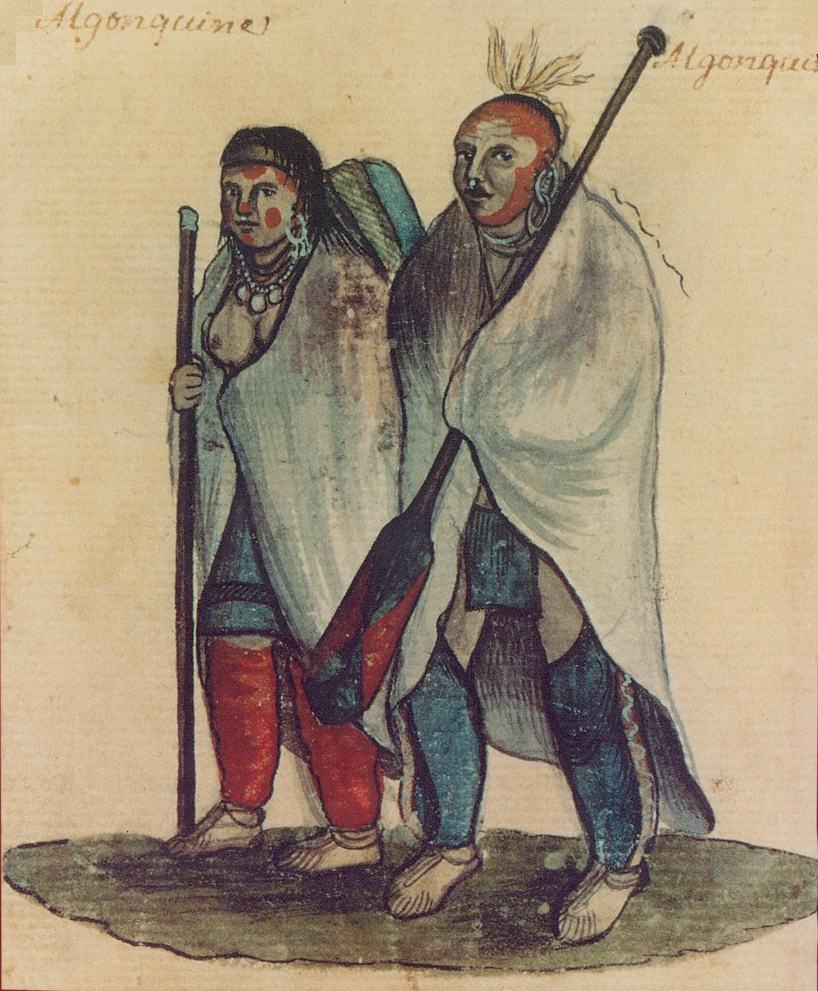
Чета алгонкинов. Иллюстрация XVIII века

Считается, что предки алгонкинов пришли в долину реки Святого Лаврентия с востока, с побережья Атлантического океана. Легенды оджибве и оттава разделяют эту версию.
В 1603 году Самюэль де Шамплен основал первое французское поселение на реке Святого Лаврентия. В этом же году он встретился с представителями алгонкинов, монтанье и малеситов. Шамплен желал подписать договора о торговле с вождями этих племён, чтобы предотвратить конкуренцию со стороны голландцев и англичан. Узнав, что алгонкины, монтанье и малиситы ведут войну против ирокезов, Шамплен решил им помочь. В 1609 году он присоединился к своим союзникам в походе против ирокезов. Двигаясь на юг от реки Святого Лаврентия, объединённый военный отряд достиг поселения мохоков. На берегу озера, которое теперь называется его именем, мохоки, столкнувшись с огнестрельным оружием французов, потерпели поражение.
В 1610 году алгонкины и их союзники оттеснили мохоков на достаточное расстояние от реки Святого Лаврентия, но успехи алгонкинов носили временный характер. Ирокезы, получив ружья от голландцев, продолжали совершать набеги на алгонкинов. В 1622 году в Труа-Ривьере был заключён недолговременный мир между мохоками и алгонкинами. Уже в 1629 году мохоки атаковали поселение алгонкинов и монтанье под Квебеком. Это сражение стало началом Бобровых войн, которые продолжались до 1700 года.
Алгонкины оставались важными союзниками Франции вплоть до франко-индейской войны. После того как британцы захватили Квебек, алгонкины встретились с представителями Англии и подписали договор, по которому обещали оставаться нейтральными в войнах между британцами и французами. Война в Северной Америке закончилась поражением французов.
Во время войны за независимость США алгонкины воевали на стороне британцев. После её завершения тысячи лоялистов поселились в Канаде. Чтобы обеспечить землёй новоприбывших, британское правительство решило купить индейские земли в Онтарио у оджибве, не спрашивая при этом алгонкинов.
Несмотря на то, что алгонкины снова поддержали британцев в англо-американской войне, они продолжали терять свои земли. В 1822 году британцы склонили оджибве продать большинство оставшихся владений алгонкинов в долине реки Оттава. Во второй раз алгонкинов никто не потрудился спросить. Дальнейшие потери происходили в течение 1840-х годов, когда долиной Оттава заинтересовались лесорубы.
В результате договоров и покупок правительство Канады образовало десять резерваций, которые позволили алгонкинам остаться на родной земле.

## Население
Ко времени первой встречи с европейцами в 1603 году алгонкины предположительно имели численность около 6 000 человек. В 1768 году англичане определили численность алгонкинов в 1500 человек. Ныне алгонкины насчитывают около 11 000 человек, которые проживают в десяти резервациях, девять из них расположены в Квебеке и одна в Онтарио.